# 24126 Gudjonson
24126 Gudjonson là một tiểu hành tinh vành đai chính với chu kỳ quỹ đạo là 1672.5898805 ngày (4.58 năm).
Nó được phát hiện ngày 3 tháng 11 năm 1999.